# 費雷爾環流
費雷爾環流（英語：Ferrel cell），是大氣環流的一種，由美國氣象學家威廉·費雷爾在1859年提出，是指在南北半球的中高緯地區出現的与直接环流方向相反的间接环流。在該环流內，氣流在近地面向著極地方向，而在對流層頂上則向著赤道方向。

## 形成原因
因极地地区气压较低，在气压梯度力的作用下，副热带高压带的空气会向极地流动。在流动的过程中空气又会受地转偏向力影响，北半球气流向右偏转，南半球则向左偏转，这种偏转在中纬度地区形成盛行西风带，即费雷尔环流的低空分支。当西风带气流继续向极地推进至约60°纬度时，会与极地高压带南下的极地冷空气相遇。由于极地冷空气密度较大，迫使较暖的西风带气流上升，形成副极地低压带。在副极地低压带上升的气流在高空会分为两支：一支向极地流动，补充极地环流的下沉气流；另一支向赤道方向回流，构成费雷尔环流的高空分支，最终在副热带高压带下沉，完成费雷尔环流的闭合循环。